# Setup (film)
Setup è un film del 2011 diretto da Mike Gunther.
Pellicola statunitense distribuita in DVD e in Blu-ray il 20 settembre 2011 negli USA.

## Trama
A Detroit tre amici, Sonny, Dave e Vincent, pianificano una rapina. Dopo il colpo, Vincent li tradisce, sparando a Sonny e Dave (che muore subito dopo) e fugge con i soldi. Sonny riesce a sopravvivere e cerca vendetta alleandosi con il pericoloso Jack Biggs, boss della città, per riavere i soldi della rapina.